# Stord
Stord este o comună din provincia Vestland, Norvegia.